# Pachycephala griseonota
A Pachycephala griseonota a madarak osztályának verébalakúak (Passeriformes) rendjébe és a légyvadászfélék (Pachycephalidae) családjába tartozó faj.

## Rendszerezése
A fajt George Robert Gray angol ornitológus írta le 1862-ben.

## Alfajai
- Pachycephala griseonota griseonota (G. R. Gray, 1862) - Seram
- Pachycephala griseonota lineolata (Wallace, 1863) - eredetileg különálló fajként írták le, a Sula-szigeteken él.
- Pachycephala griseonota cinerascens (Salvadori, 1878) - eredetileg különálló fajként írták le, a Lau-szigetek déli szigetein él.
- Pachycephala griseonota examinata (Hartert, 1898) - eredetileg különálló fajként írták le, a Buru szigetén él.
- Pachycephala griseonota kuehni (Hartert, 1898) - eredetileg különálló fajként írták le, a Kai-szigeteken él.

## Előfordulása
Az Indonéziához tartozó Maluku-szigetek területén honos. Természetes élőhelyei a szubtrópusi és trópusi síkvidéki esőerdők, száraz erdők és cserjések, valamint szántóföldek. Állandó, nem vonuló faj.

## Megjelenése
Testhossza 16 centiméter.

## Természetvédelmi helyzete
Az elterjedési területe nagy, egyedszáma pedig stabil. A Természetvédelmi Világszövetség Vörös listáján nem fenyegetett fajként szerepel.